# Jorge Anchén
Jorge Luis Anchén Cajica (Montevideo, 17 agosto 1980) è un ex calciatore uruguaiano, di ruolo difensore.